# Mogi Guaçu
Mogi Guaçu, amtlich portugiesisch Município de Mogi Guaçu, ist eine Stadt im brasilianischen Bundesstaat São Paulo. Die Stadt hatte laut Volkszählung 2010 137.245 Einwohner, die im Jahr 2020 auf 153.033 Einwohner geschätzt wurde. Sie liegt 591 m über dem Meeresspiegel; mit Stand 2019 hat sie eine Fläche von rund 812,8 km² mit einer Bevölkerungsdichte von 169 Einwohnern pro km².

## Geographie
Der Städtename leitet sich aus der Tupi-Sprache ab und bedeutet großer Schlangenfluss. Die Stadt wurde 1877 gegründet. Die Einwohner werden guaçuanos genannt. Ein Städtespitzname ist neben anderen Berço dos Italianos (Wiege der Italiener).
Umliegende Gemeinden sind Aguaí, Mogi Mirim, Itapira, Conchal, Estiva Gerbi, Espírito Santo do Pinhal, Araras, Pirassununga und Leme.

## Klima
Die Gemeinde hat tropisches gemäßigtes Klima, Cwa nach der Klimaklassifikation nach Köppen und Geiger. Die Durchschnittstemperatur ist 20,3 °C. Die durchschnittliche Niederschlagsmenge liegt bei 1344 mm im Jahr.

## Kommunalverwaltung
Bei den Kommunalwahlen in Brasilien 2016 wurde Walter Caveanha von der PTB für die Amtszeit von 2017 bis 2020 zum Stadtpräfekten (Bürgermeister) gewählt. Er wurde bei den Kommunalwahlen in Brasilien 2020 durch Rodrigo Falsetti, Mitglied der Cidadania und vorheriger Präsident des Stadtrats, mit 36,61 % oder 20.099 Stimmen für die Amtszeit von 2021 bis 2024 abgelöst.
Die Legislative liegt bei einem 13-köpfigen Stadtrat, der Câmara Municipal.

## Handel
Der Handel in Mogi Guaçu ist dynamisch („300 Municípios mais Dinâmicos do Brasil“ laut der Gazeta Mercantil 2007) und ein Handelszentrum in der Region Baixada Mogiana mit mehr als 7000 Geschäften und Dienstleistern, mit vielen Franchise-Netzwerken und mehreren nationalen und internationalen Netzwerken von Einzelhändlern, die sich in der Innenstadt konzentrieren. In der Stadt gibt es ein zentrales Einkaufszentrum, das Buriti Shoppingcenter, das am 22. November 2012 eröffnet wurde. Wichtige Geschäfte: Lojas Americanas, C & A, Riachuelo und Lojas Colombo, zusätzlich gibt es fünf Kinosäle  und drei 3D Cineflix Kinos. Das Shoppingcenter erstreckt sich über eine Fläche von 400.000 m².

## Industriebetriebe
- Mahle
- International Paper
- Ingredion/Unilever
- Sandvik
- Lanzi
- Coelbra
- Ecoplas Equipamentos Industriais Ltda
- FAG - Ferros e Aço Guaçu
- Fundição Balancins
- Juma-Agro
- Mallmann Tomates
- Networker Engenharia
- Plastseven
- Vita Suco
- Bom Sono
- Blocos Torati

## Söhne und Töchter der Stadt
- Roberto Caveanha (* 1944), Fußballspieler
- Benedito Irivaldo de Souza (* 1948), Schauspieler und Theaterwissenschaftler, 2012 Eintrag ins Guinness-Buch der Rekorde für über 40 Jahre Darstellung in einem Stück (O Navio Negreiro)
- Mayara Magri (* 1962), Schauspielerin
- Claudemir Vítor Marques (* 1972), Fußballspieler
- Anderson Sebastião Cardoso (* 1981), Fußballspieler
- Luis Carlos Fernandes (* 1985), Fußballspieler
- Caio Zampieri (* 1986), Tennisspieler
- Eli Sabiá (* 1988), Fußballspieler
- Talles Henrique Cunha (* 1989), Fußballspieler
- Diego Cristiano Evaristo (* 1992), Fußballspieler